# Barend Biesheuvel
Barend Willem Biesheuvel (Haarlemmerliede, 5 april 1920 – Haarlem, 29 april 2001) was een Nederlandse politicus en tussen 1971 en 1973 minister-president van Nederland. Hij leidde de kabinetten Biesheuvel I en Biesheuvel II.

## Biografie
Biesheuvel was de zoon van Arie Biesheuvel en Antje Troost en het vierde van hun vijf kinderen. Zijn vader was boer, wethouder van Haarlemmerliede en betrokken bij de oprichting van de Nederlandse Christelijke Boeren- en Tuindersbond (CBTB).
Na het behalen van het mulo-diploma bezocht de gereformeerde Biesheuvel het Christelijk Lyceum te Haarlem. Hij behaalde er het diploma gymnasium-A, waarna hij rechten ging studeren aan de Vrije Universiteit te Amsterdam. Hij liep onder meer colleges bij professor Pieter Diepenhorst. Tijdens de Tweede Wereldoorlog weigerde hij de door de Duitse bezetters verplichte loyaliteitsverklaring te ondertekenen en vervolgde zijn studie bij de professoren thuis. Hij slaagde voor het doctoraal examen rechtsgeleerdheid in september 1945.
Via zijn vader kwam hij in contact met Johan van de Veer, de voedselcommissaris van Noord-Holland, en werd van 1945 tot 1947 in Alkmaar zijn secretaris voor zuiveringszaken. In 1947 werd hij secretaris van de afdeling buitenland van de Stichting van de Landbouw, de voorloper van het Landbouwschap. Biesheuvel werd in 1952 algemeen secretaris van de CBTB en in 1959 voorzitter. Vanaf 1959 was hij ook lid van het bestuur van het Landbouwschap, van de Stichting van de Arbeid, van de Centrale Raiffeisenbank en van de Heidemij.
Van 1956 tot 1963 was hij voor de Anti-Revolutionaire Partij (ARP) lid van de Tweede Kamer. Hij werd er woordvoerder agrarische zaken, evenals van Europese zaken. Van 1957 tot 1961 was hij lid van de Raadgevende Vergadering van de Raad van Europa en van 1961 tot 1963 lid van het Europees Parlement. In de kabinetten van Victor Marijnen, Cals en Zijlstra was hij van 24 juli 1963 tot 5 april 1967 viceminister-president, belast met de behartiging van Koninkrijksaangelegenheden, en minister van Landbouw en Visserij.

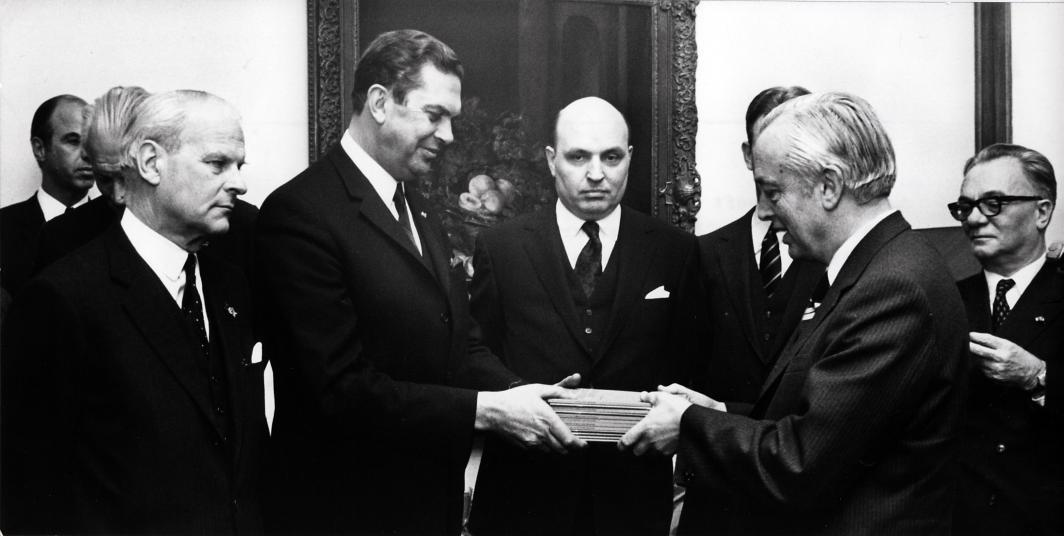
V.l.n.r. minister Hans de Koster, premier Biesheuvel, Henk Neuman, Karel van Rijckevorsel en Frans Goedhart bij de uitreiking van het rapport van de Commissie-Van Rijckevorsel in het Catshuis in Den Haag, 27 maart 1972.

Vanaf 1967 was hij opnieuw lid van de Tweede Kamer der Staten-Generaal en voorzitter van de ARP-fractie. Hij was in deze periode ook voorzitter van het College van de Scheepsbouw en voorzitter van de commissie Heroriëntatie overheidsvoorlichting.
Van 6 juli 1971 tot 11 mei 1973 was Biesheuvel minister-president en minister van Algemene Zaken van twee kabinetten die zijn naam droegen. Hoewel de KVP de grootste partij was, leverde deze partij de premier niet. In die tijd was het ten eerste nog geen wet van Meden en Perzen dat de grootste regeringspartij de premier leverde, anderzijds had de KVP, na het passeren van oud-premier Piet de Jong voor het lijsttrekkerschap, geen voor de hand liggende kandidaat. Het kabinet-Biesheuvel I struikelde in juli 1972 over de begroting 1973. Na het vertrek van de DS'70-ministers uit het kabinet, die een zuiniger beleid wilden, maakte Biesheuvel een doorstart met een minderheidskabinet dat Biesheuvel II genoemd werd; er werden vervroegde verkiezingen uitgeschreven voor november 1972. Biesheuvel II bleef in functie tot de vorming van het kabinet-Den Uyl.
Biesheuvel heeft na zijn politieke loopbaan nog vele functies bij de overheid en het bedrijfsleven vervuld. Zo was hij onder andere voorzitter van de Raad van Commissarissen van de Nationale Investeringsbank, lid van de Raad van Commissarissen van OGEM en de KLM, voorzitter van de Koninkrijkswerkgroep voor de Nederlandse Antillen, voorzitter van de Staatscommissie van advies inzake de relatie kiezers-beleidsvorming, voorzitter van de Voorlopige Raad voor Verkeer en Waterstaat en voorzitter van de Interdepartementale Coördinatiecommissie voor Noordzeeaangelegenheden ICONA. Biesheuvel was van 1 mei 1997 tot en met 1 maart 2000 voorzitter van de adviescommissie over de Nederlandse relatie met Aruba.
Biesheuvel overleed op 81-jarige leeftijd en werd begraven op de Algemene Begraafplaats aan de Bergweg in Bloemendaal.

## Trivia
- Vanwege zijn rijzige gestalte (Biesheuvel was 1,97 meter lang) en knappe gezicht werd hij 'Mooie Barend' genoemd.
- De periode 1970-1972 in de Nederlandse politiek wordt ook wel aangeduid als de "periode Biesheuvel", tussen de "periode De Jong" en de "periode Den Uyl".
- Omdat onder zijn voorzitterschap het rapport 'Openheid Openbaarheid' tot stand kwam (in 1980 leidend tot de Wet openbaarheid van bestuur) werd hij ook wel 'open Barend' genoemd.
- Zijn dochter Wieke Biesheuvel schreef columns en reportages in Libelle.
- Het visserij-inspectievaartuig van de Nederlandse kustwacht is naar de politicus genoemd.

## Privé
Vlak na de Tweede Wereldoorlog trouwde hij met zijn jeugdliefde Wilhelmina Jacoba Meuring, met wie hij drie kinderen kreeg. Mies Meuring, zoals zij wel werd genoemd, had een enorme invloed op Biesheuvel, zodanig  dat er tijdens kabinet-Biesheuvel ook wel eens gekscherend over kabinet-Miesheuvel werd gesproken. Ze schreef tijdens de problemen rondom het huwelijk van Irene der Nederlanden met koningin Juliana der Nederlanden, wat haar echtgenoot niet kon waarderen. Tijdens zijn premierschap ging ze gewoon door met het verkopen van oude spullen via de krant, waardoor regelmatig mensen bij de premier aan de deur kwamen om de spullen op te halen. Meuring weigerde pertinent in het Catshuis te gaan wonen en brak daarmee met de traditie van het bewonen van de ambtswoning. Latere premiers zouden dit voorbeeld volgen. In de jaren 1970 moest er politiebewaking komen voor het gezin, dat beschermd moest worden door het grote twistpunt dat rondom de Drie van Breda ontstond. Het werd door hen ervaren als een grote inbreuk op de privacy.